# Westgate (centro comercial de Kenia)
Westgate es un centro comercial de lujo situado en la ciudad de Nairobi, Kenia.

## Visión de conjunto
El centro comercial de cinco pisos inaugurado en 2007 incluye 350.000 pies cuadrados (33.000 m²) de espacio comercial y alberga más de 80 tiendas.
El centro comercial de lujo es popular entre los nuevos consumidores de clase alta de Kenia, así como los funcionarios extranjeros y expatriados.

## Tiroteo masivo de 2013

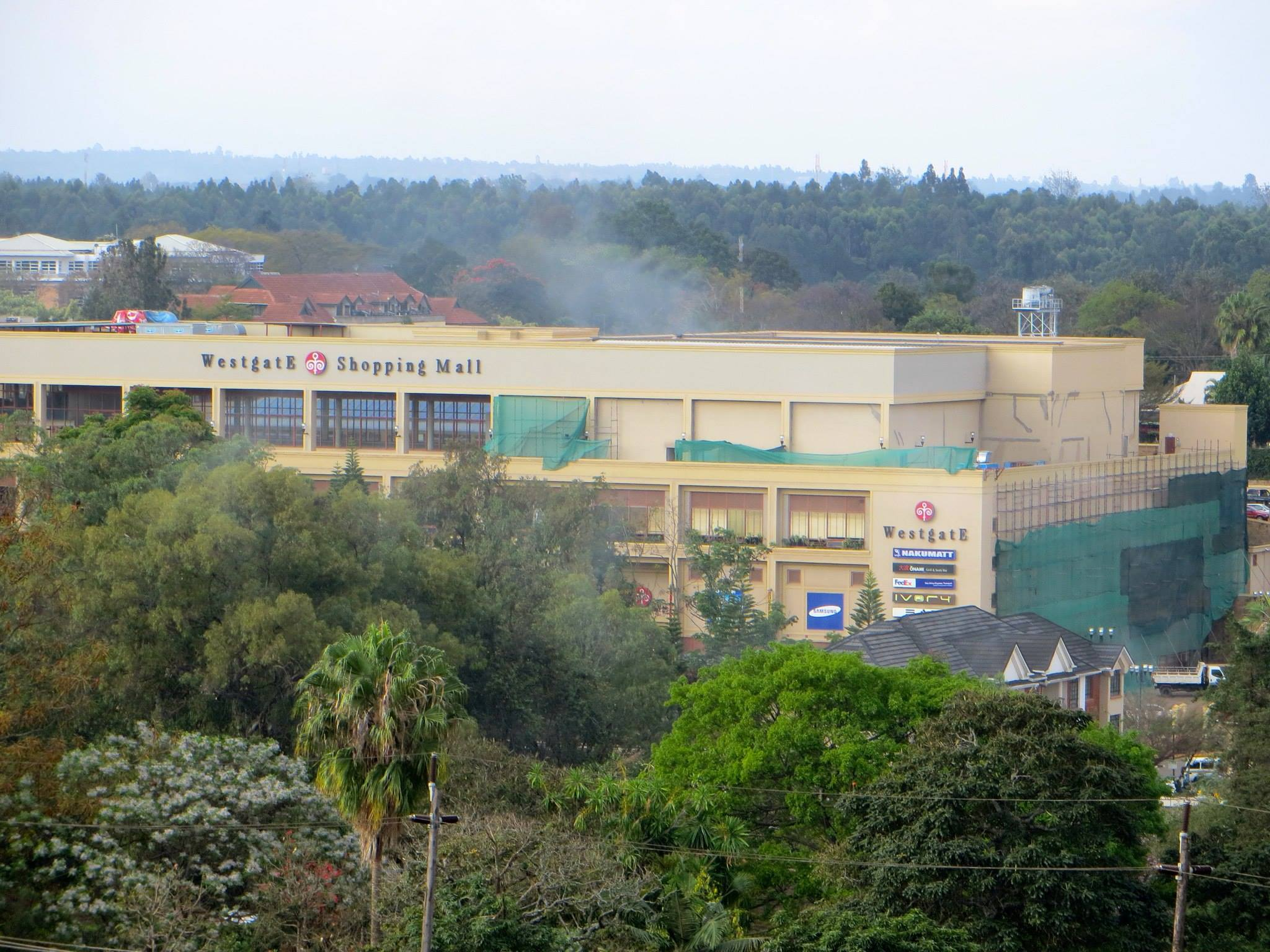
Imagen aérea Westgate.

El grupo militante islámico al-Shabaab con sede en Somalia perpetró un tiroteo masivo en el centro comercial Westgate el 21 de septiembre de 2013, que provocó la muerte de al menos 68 personas e hiriendo a más de 200.